# More Songs About Buildings and Food
More Songs About Buildings and Food (рус. «Ещё немного песен о зданиях и еде») — второй студийный альбом американской рок-группы Talking Heads, записанный с продюсером Брайаном Ино и выпущенный 21 июля 1978 года записывающей компанией Sire Records. Альбом поднялся до #29 в Billboard 200 и до #21 в UK Albums Chart.

## Об альбоме
Объясняя историю происхождения названия альбома, Тина Уэймут рассказывала: «Во время работы над альбомом я вспомнила о тех глупейших дискуссиях, касавшихся возможного названия предыдущего альбома. 'Ну, и как мы назовём этот альбом, который вообще-то, о зданиях и еде?' — спросила я. И Крис сказал: 'Ещё немного песен о зданиях и еде'».

## Список композиций
Автор всех песен — Дэвид Бирн, кроме специально отмеченных:
Сторона A
1. «Thank You for Sending Me an Angel» — 2:11
2. «With Our Love» — 3:30
3. «The Good Thing» — 3:03
4. «Warning Sign» — 3:55
5. «The Girls Want to Be With the Girls» — 2:37
6. «Found a Job» — 5:00

Сторона B
1. «Artists Only» (Byrne, Wayne Zieve) — 3:34
2. «I’m Not in Love» — 4:33
3. «Stay Hungry» (Byrne, Chris Frantz) — 2:39
4. «Take Me to the River» (Al Green, Teenie Hodges) — 5:00
5. «The Big Country» — 5:30

## Чарты и сертификации
| Год  | Чарты           | Наивысшая позиция |
| ---- | --------------- | ----------------- |
| 1978 | Billboard 200   | 29                |
| 1978 | UK Albums Chart | 21                |

| Год  | Заголовок              | Чарты             | Наивысшая позиция |
| ---- | ---------------------- | ----------------- | ----------------- |
| 1978 | «Take Me to the River» | Billboard Hot 100 | 26                |

| Организация | Сертификация | Дата                |
| ----------- | ------------ | ------------------- |
| RIAA — USA  | Золотой      | 16 ноября 1983 года |

## Участники записи
| - David Byrne — гитара, вокал - Jerry Harrison — гитара, клавишные, вокал - Chris Frantz — ударные - Tina Weymouth — бас-гитара - Brian Eno — синтезаторы, фортепиано, перкуссия, бэк-вокал - Tina & the Typing Pool — бэк-вокал («The Good Thing») | - Brian Eno — продюсер - Benji Armbrister — ассистент звукоинженера - Rhett Davies — звукоинженер, микс - Joe Gastwirt — мастеринг - Ed Stasium — миксинг |